# Acanthopathes hancocki
Acanthopathes hancocki är en korallart som först beskrevs av Cooper 1909.  Acanthopathes hancocki ingår i släktet Acanthopathes och familjen Aphanipathidae.
Artens utbredningsområde är Indiska oceanen. Inga underarter finns listade i Catalogue of Life.